# Infinity
Infinity és un joc d'estratègia que es juga amb miniatures de metall fetes a escala de 28 mm. El joc simula combats amb petits grups de tropes d'operacions especials. El joc té una ambientació basada en la ciència-ficció i les miniatures segueixen una estètica manga.

## Ambientació
El joc es desenvolupa al futur, aproximadament 175 anys endavant. La humanitat s'ha expandit a altres planetes i els països s'han fusionat en grans federacions que cerquen aconseguir la supremacia comercial i política sobre els altres competidors. Aquesta idea està present al joc i les seves missions, on sempre tendrem un grup reduït de soldats especialitzats que tenen un objectiu concret que assolir més que no pas una guerra oberta entre dues fraccions.

## Faccions

### Panoceania
És la facció més rica i amb la tecnologia més avançada. La personalitat d'aquest exèrcit surt de la gran quantitat de cavallers amb armadura pesant que poden incloure. Té unes arrels occidentals que inspiren el disseny de les seves miniatures, que tenen pareixen dur posades armadures medievals.

### Yu Jing
Són l'altre gran potència que hi ha present en el joc i prové de la fusió de nacions d'Àsia. Tenen també tecnologia avançada i el seu aspecte recorda a diverses cultures orientals, com poden ser els samurais o els ninjes.

### Ariadna
Ariadna és una facció que prové d'una nau espacial que es va perdre a un forat de l'espaitemps. Els seus tripulants es van establir a un planeta molt ric en un mineral valuós, però no han aconseguit desenvolupar la seva tecnologia tant com la resta de faccions del joc. Un cop recuperat el contacte amb la resta de faccions humanes, lluiten per a sobreviure i seguir sent independents. El seu disseny recorda a les tropes especials presents als exèrcits actuals.

### Haqqislam
Les nacions islàmiques s'ha unit en aquesta facció, que té el control d'un sol sistema, i són una potència menor. Els seus trets bàsics són l'amor per la filosofia i la medicina. El seu aspecte s'inspira en el desert i la guerra de guerrilles, ja que té tropes amb turbants i moltes infanteries lleugeres.

### Nòmades
Aquells que estaven descontents amb el control de les grans potències es van independitzar a tres grans naus i viuen ara fora de la llei viatjant per l'espai. La seva estètica punk i cridanera reflecteix la seuva forma de vida, ja que són contrabandistes i pirates informàtics experts.

### Exèrcit combinat
Aquest exèrcit alienígena està format per diverses races controlades per una intel·ligència superior. El seu objectiu és la conquesta i sotmetre a totes les formes de vida al seu control. L'estil de les miniatures reflecteix diverses races alienígenes, algunes amb habilitats pel camuflatge i l'ocultació i d'altres amb blindatge i força bruta.

### Aleph
Aquesta facció és única pel fet que tots són androides i responen a les ordres d'una intel·ligència artificial que controla les xarxes de comunicació. El seu objectiu és aconseguir l'estabilitat política entre la resta de faccions i manté una vigilància contínua per assegurar el seu objectiu. Per tal de crear els seus cyborgs, s'han inspirat en la mitologia grega i vèdica.

### Tohaa
Aquests alienígenes són els darrers en arribar a escena, però venen disposats a canviar moltes coses. De fet, són els únics que han aconseguit fer front amb èxit a les temibles ofensives de l'exèrcit combinat. Els seus trets distintius són la biotecnologia i les seves relacions socials, que es basen en grups enllaçats de fins a tres soldats que es comuniquen mitjançant feromones. El seu aspecte és humanoide i tenen armadures que són una mescla d'organismes biològics i mecànics que augmenten les seves habilitats.

### Mercenaris
Els mercenaris no són una facció pròpiament dita, ja que únicament actuen en favor d'aquells que els paguen les seves altes tarifes. Són reforços que es poden incloure en algunes llistes i són molt diferents entre si, ja que engloben diferents races i habilitats especials úniques.

## Sistema de joc

### La taula i l'escenografia
En aquest joc l'escenografia és fonamental per a gaudir d'una bona partida, ha de ser abundant i d'una escala adequada. Recordem que el joc és una guerra de guerrilles, per tant, no és habitual lluitar en terreny obert i sí que ho és avançar mentre ens cobrim amb l'escenografia. Les regles del joc tenen en compte la majoria de tipus d'elements que se'ns puguin ocórrer, ja siguin edificis, boscs, llacs, zones de baixa visibilitat, etc.
Un altre punt important del joc que depèn de l'escenografia són les línies de visió, que determinen aquelles miniatures que poden disparar o reaccionar en veure a un enemig efectuant una acció.